# 2610 Tuva
2610 Tuva è un asteroide della fascia principale. Scoperto nel 1978, presenta un'orbita caratterizzata da un semiasse maggiore pari a 2,1591524 UA e da un'eccentricità di 0,0983874, inclinata di 0,66986° rispetto all'eclittica.
L'asteroide prende il nome dalla repubblica di Tuva, che fa parte della Federazione russa.